# Stor-Sättertjärnen
Stor-Sättertjärnen är en sjö i Åre kommun i Jämtland och ingår i Indalsälvens huvudavrinningsområde. Sjön har en area på 0,185 kvadratkilometer och ligger 569,1 meter över havet. Sjön avvattnas av vattendraget Torrfinnån.

## Delavrinningsområde
Stor-Sättertjärnen ingår i det delavrinningsområde (704474-138312) som SMHI kallar för Ovan 704449-138759. Medelhöjden är 576 meter över havet och ytan är 19,29 kvadratkilometer. Det finns inga avrinningsområden uppströms utan avrinningsområdet är högsta punkten. Torrfinnån som avvattnar avrinningsområdet har biflödesordning 3, vilket innebär att vattnet flödar genom totalt 3 vattendrag innan det når havet efter 323 kilometer. Avrinningsområdet består mestadels av skog (62 procent) och sankmarker (34 procent). Avrinningsområdet har 0,34 kvadratkilometer vattenytor vilket ger det en sjöprocent på 1,8 procent.